# Plexina-D1

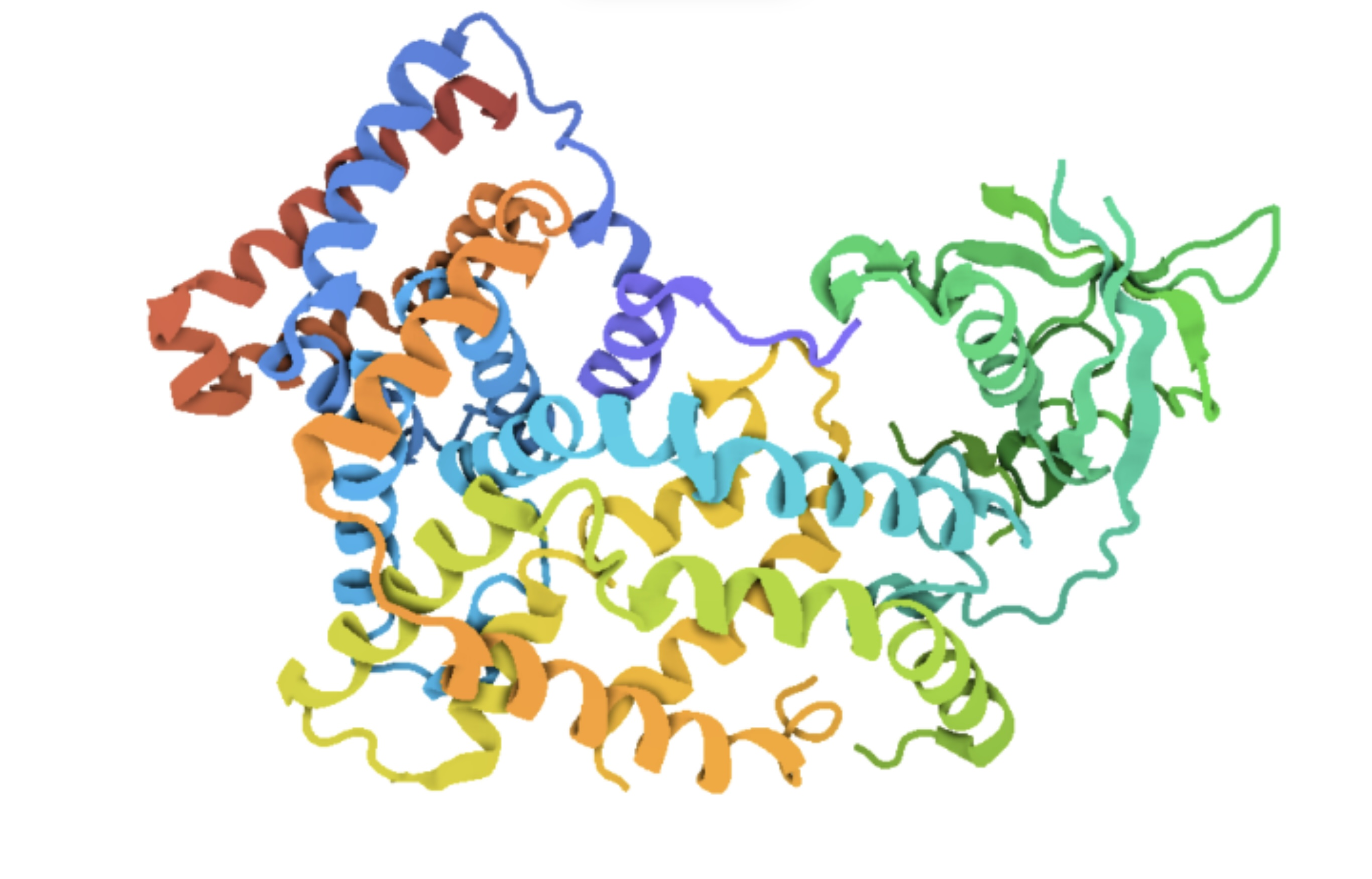
Plexina-D1

La proteïna plexina-D1 forma part de la família de les plexines. Aquestes proteïnes actuen com a receptors de la superfície cel·lular i intervenen en la regulació de múltiples processos de desenvolupament i fisiologia humana, incloent-hi el desenvolupament neuronal, el desenvolupament vascular, l'activació del sistema immunitari, l'homeòstasi òssia i l'organització epitelial. Més en concret, la plexina-D1 coopera principalment amb la neuropilina i participa en molts aspectes de la guia axonal. D’altra banda, també funciona com a promotor i supressor de tumors i, en unir-se al lligand canònic semaforina 3E, la plexina-D1 pot actuar com una proteïna activadora de GTPasa (GAP) i modular l'adhesió cel·lular mediada per integrines, la dinàmica citoesquelètica i la migració cel·lular.

## Context històric
Les primeres plexines van ser descobertes l’any 1987 per l’investigador Takagi i el seu equip en l’espècie de granotes Xenopus laevis quan estaven estudiant molècules que ajuden a regular les interaccions neuronals entre els axons de la retina i el tectum òptic mitjançant l’ús d’anticossos monoclonals (MAb). El tectum òptic d'un amfibi té una estructura laminar amb 9 capes definides i, en aquest context, es va observar que un anticòs monoclonal anomenat MAb-B2 es va vincular majoritàriament a les capes plexiformes de la part més profunda del tèctum òptic. Posteriorment, la clonació molecular va indicar que l'antigen de MAb-B2, un pèptid amb un pes molecular d'uns 200-220 kDa, era una nova glicoproteïna de membrana de tipus 1. Aquesta nova proteïna va ser anomenada plexina d'acord amb la seva unió preferent a les capes plexiformes de la retina.
Les primeres plexines humanes van ser descobertes l’any 1996 per Maestrini i posteriorment, l’any 1999, les plexines en vertebrats es van poder agrupar per similitud de seqüències en 4 classes (classe A, classe B, classe C, classe D). D’entre les 4 classes, la plexina D1 (PLXND1) es considera la més diversa estructuralment.

## Genètica i síntesi

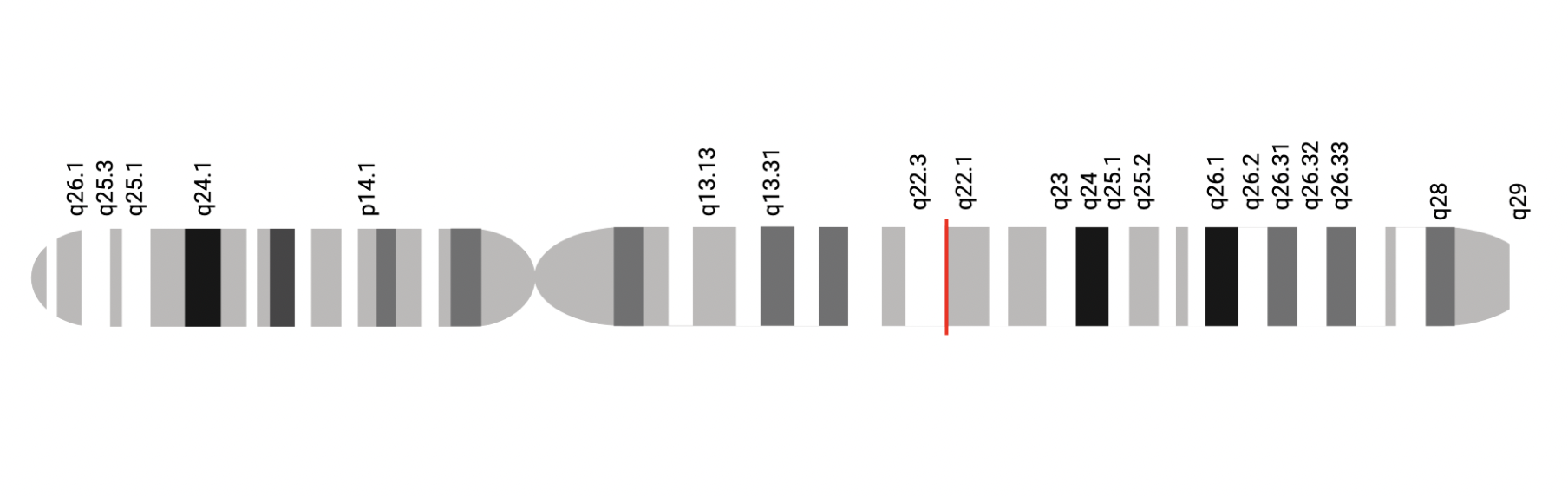
Cromosoma 3, amb localització del gen PLXND1 a la regió q22.1 (en vermell)

La plexina-D1 està codificada pel gen PLXND1. Aquest gen es troba a la regió q22.1 del cromosoma 3, al braç llarg d’aquest.
En un inici, l’ARNm de PLXND1 estava ennumerat a la base de dades de GenBank com un ADN complementari incomplet de 6754 parells de bases. Posteriorment, es van dur a terme experiments electrònics d’amplificació ràpida d’extrems d’ADN complementari dels extrems 5’ i 3’, els quals van donar lloc a l’addició de 341 parells de bases a l’extrem 3’. D’aquesta manera, PLXND1 consta de 36 exons amb l'estructura total d'intró/exó que abasta poc més de 51 kb de seqüència genòmica.
El codó ATG a la posició del nucleòtid 181 es qualifica com a punt de partida de la traducció i el marc de lectura s'estén fins al nucleòtid 5958, on es troba un codó d'aturament TGA.
Les modificacions post-traduccionals del gen PLXND1 són, en major part, les glicosilacions als aminoàcids asparagina en posicions Asn86, Asn155, Asn188, Asn224, Asn481, Asn500, Asn583, Asn696, Asn736, Asn802, Asn965, Asn1017, Asn1060, Asn1099, Asn1118, Asn1132, Asn1237 i Asn1257.
La proteïna codificada consta de 1925 aminoàcids amb un pes molecular d’aproximadament 212 kDa.

## Estructura

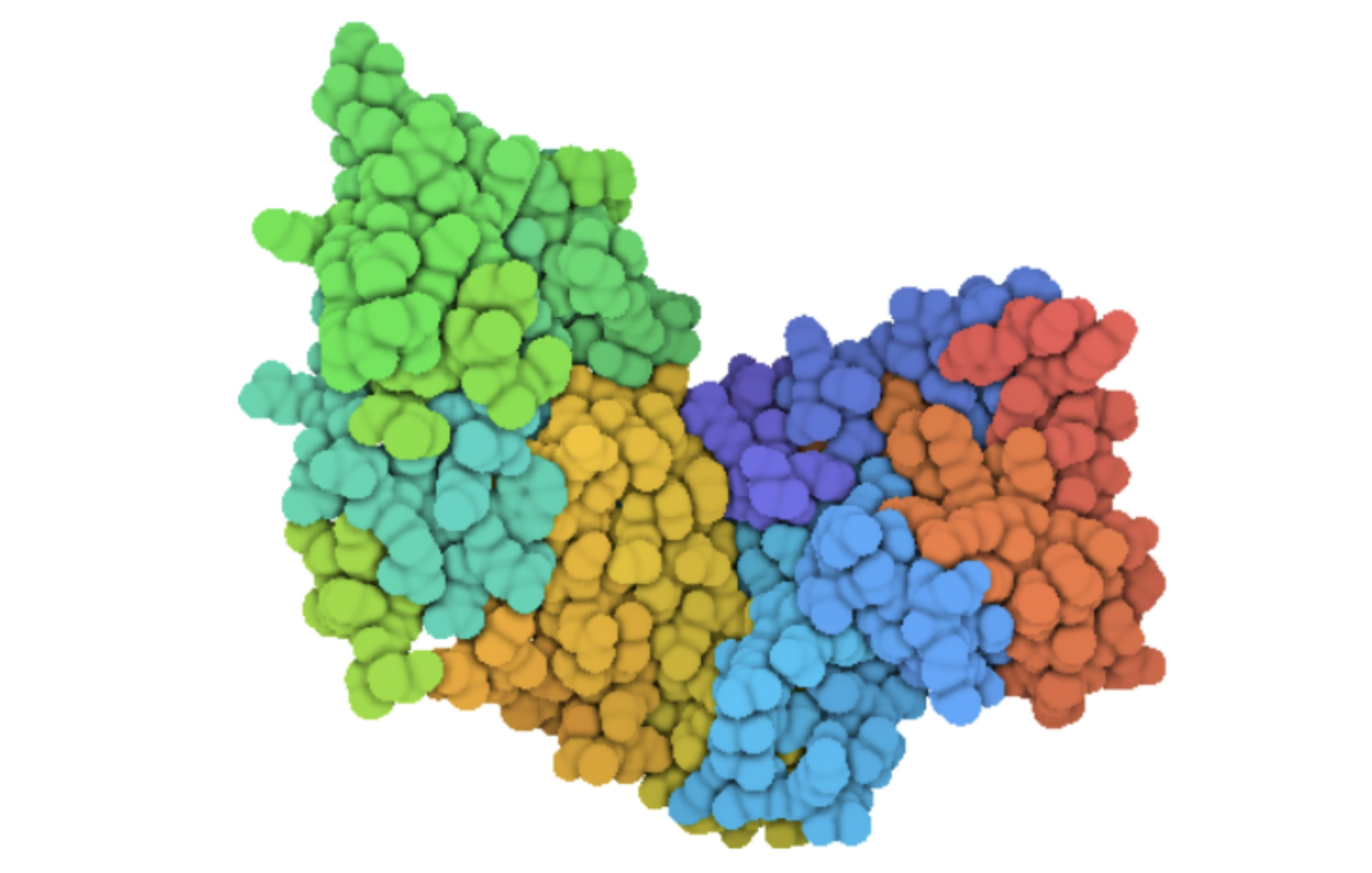
Estructura per Van der Waals

Les PLXN contenen un domini sema extracel·lular (una regió que abasta la membrana) i un domini citoplasmàtic (a l'interior de la cèl·lula, que té un domini de proteïna activadora de GTPasa (GAP) i un domini d'unió a Rho GTPases (RBD)).
L'estructura de la Plexina-D1 difereix de la d'altres plexines per tenir només 6 dels residus de cisteïna conservats en lloc de 8. Els dominis PSI poden ser posicionats entre els dominis sema i IPT o entre els dominis IPT. Aquest posicionament ajuda a crear un segment entre les estructures comparativament rígides que ajuda a orientar adequadament els llocs d'unió al lligand i al receptor. Els dominis IPT consisteixen en plecs d'immunoglobulina i comparteixen homologia amb diversos factors de transcripció. Els plecs d'immunoglobulina són relativament ferms i els enllaços entre ells proporcionen un lloc d'unió favorable.

### Domini extracel·lular
El domini sema extracel·lular de les plexines és l'element estructural i funcional distintiu de la superfamília de les semaforines (SEMA), que conté a les SEMA, les PLXN i les MET.
Al domini sema terminal li segueixen tres dominis de plexina-semaforina-integrina (PSI) i sis dominis d'immunoglobulina compartits per les plexines i els factors de transcripció (dominis IPT, tres dels quals formen dominis PSI-IPT amb dominis PSI). El motiu d'unió PDZ de la plexina-D1 (PLXND1) és essencial per a la seva capacitat d'associar-se físicament amb el domini PDZ de la proteïna que interactua amb la GAIP, C-terminal (GIPC1). Entre les 4 classes de PLXNs, PLXND1 es considera la més diversa estructuralment.
La plexina d'aquesta regió, no obstant això, es manté inactiva gràcies a la interacció del domini sema amb la meitat proximal C-terminal, solament quan la plexina s'uneixi al lligand, aquesta serà activada. Generalment els seus lligands solen pertànyer a la família SEMA (les SEMAs són proteïnes de senyalització extracel·lular que inclouen tant formes secretades com de membrana. Les funcions de les SEMAs estan associades principalment al control del citoesquelet, incloent-hi el control de la migració cel·lular, la morfologia cel·lular i la remodelació de les sinapsis).
Aquesta interacció es basa en la dimerització dependent de la sema i en l'especificitat de la interacció entre les PLXNs i les SEMAs i transdueix els senyals descendents a la cèl·lula a través del domini citoplasmàtic.
En la família SEMA, la semaforina 3A, la semaforina 3C (SEMA3C), la semaforina 3D (SEMA3D), la semaforina 3E (SEMA3E), la SEMA4A i la semaforina 6D són lligands de PLXND1 en vertebrats. El lligand canònic de PLXND1 és SEMA3E.

### Domini citoplasmàtic
El domini citoplasmàtic de les plexines està molt conservat, i la seva activitat GAP condueix a la desactivació de R-Ras, M-Ras i Rap1 (GTPases).
En estat actiu, les R-Ras GTPases potencien l'adhesió cel·lular mediada per integrines a la matriu extracel·lular.
En un estat normal, l'activitat Rap-GAP de les plexines està normalment autoinhibida. Per tant, en unir-se a un lligand, les PLXNs actuen com GAPs i modulen l'adhesió cel·lular mediada per integrines, la dinàmica del citoesquelet i la senyalització ERK i MAPK. En la PLXND1, el RBD sembla ser monomèric.
En la forma inactiva de repòs, el domini citoplasmàtic de les plexinas està dimeritzat a través del RBD. La unió d'una GTPasa interromp el dímer i indueix canvis conformacionals per a convertir la proteïna en un estat actiu. Les PLXN contenen un domini sema extracel·lular (una regió que abasta la membrana) i un domini citoplasmàtic (a l'interior de la cèl·lula, que té un domini de proteïna activadora de GTPasa (GAP) i un domini d'unió a Rho GTPasas (RBD)).

## Funcions
La plexina-D1 (PLXND1) és una glicoproteïna de membrana tipus 1. És receptora de la proteïna de senyalització semaforina 3e, de manera independent o cooperant amb la neuropilina. Participa en un gran nombre de processos dins de l'organisme, en particular en els sistemes vascular i nerviós. Després de la unió del lligand, PLXND1 pot actuar com una proteïna activadora de GTPasa (GAP) i modular l'adhesió cel·lular mediada per integrines, la dinàmica citoesquelètica i la migració cel·lular.
El gen que codifica la plexina-D1 s'expressa en el sistema cardiovascular i en estructures específiques del sistema nerviós central, com els ganglis cranial i espinal, la placa cortical, la capa granular externa del cerebel, el nucli estriat i les cèl·lules dendrítiques.
La plexina-D1 també s'expressa en les cèl·lules endotelials durant el desenvolupament embrionari precoç, duent a terme un paper important en la formació de la xarxa vascular i de l'angiogènesi postnatal. El complex SEMA3E-PLXND1 regula els processos de angiogènesi i la formació de diferents tipologies cardiovasculars. La PLXND1 té també un paper en la mecanosensió i la patogènesi de malalties induïdes mecànicament. L'estrès tallant en les artèries produïdes pel flux sanguini és important pel desenvolupament vascular i l'homeòstasi, però també pot iniciar l'arterioesclerosi a través de l'activació de mecanosensors de la superfície de les cèl·lules endotelials. En altres paraules, la PLXND1 és un mecanosensor de superfície necessari per la resposta de les cèl·lules endotelials a l'estrès tallant in vitro i in vivo i, a través de la modulació del citoesquelet i les estructures d'adhesió focal regula el patró cel·lular in vitro i in vivo i intervé en la distribució de les lesions arterioescleròtiques. D'altra banda, PLXND1 té un paper essencial en molts aspectes del desenvolupament cardíac, estant implicada en la septació del tronc arterial.
En el sistema nerviós, la plexina-D1 s'expressa durant tot el desenvolupament embrionari. El complex SEMA3E-PLXND1 té una rellevància significativa en el desenvolupament neuronal, determinant no només el reconeixement sinàptic i el creixement axonal, sinó que també afavorint l'atracció o repulsió d'axons depenent de la presència o absència de neuropilines. Aquesta regulació evita la formació de sinapsis no apropiades. L'absència total o parcial de PLXND1 ocasiona hipoplàsia del cos callós, comissura anterior i fascicle retroflecte en ratolins. Aquestes tres estructures cerebrals són feixos de fibres neuronals que connecten diferents àrees cerebrals.
En el sistema immunitari, la unió SEMA3E-PLXND1 dirigeix la maduració de timòcits i també s'expressa durant l'activació dels limfòcits B.

## Malalties associades a la Plexina-D1 i possibles tractaments terapèutics

### Càncer
Generalment, la plexina-D1 es presenta amb una baixa concentració en organismes d'edat adulta. Tot i això, es considera un marcador cada cop més important i estudiat en la recerca i el diagnòstic de patologies relacionades amb el càncer, ja que la plexina-D1 és l'única proteïna coneguda que s'expressa al mateix temps en cèl·lules i vasos tumorals.
A més, cal remarcar que és una proteïna vertaderament interessant pel fet que pot actuar com a promotor de tumors però també, en altres ocasions, com a supressor.
- Possibles factors causants del doble rol de la plexina-D1 en el càncer:

1. Existeixen diversos mecanismes de senyalització que participen amb la plexina-D1, els quals tenen conformacions i funcions diferenciades que comporten l'execució d'un o altre rol de la proteïna.
2. La diversitat de superfícies cel·lulars o tissulars en les que pot actuar la plexina-D1, i la varietat de respostes possibles que pot comportar una o altre actuació.
3. L'afinitat del conjunt SEMA3E-PLXND1 amb una enorme varietat de tipus de proteïna transmembrana.

#### Promotor tumoral
En diversos estudis s'ha demostrat que la plexina-D1 promou el desenvolupament de cèl·lules tumorals. A partir d'un d'ells, Andrea Cassazza i altres científics investigadors van publicar el 26 de juliol de 2010 un article en el que es concloïa que juntament amb la SEMA3E, la plexina-D1 afavoria l'increment de metàstasi i invasió en l'activitat tumoral. No obstant, la participació de la plexina-D1 com a promotor tumoral es produeix de manera indirecta amb el paper de receptor de la molècula Sema3E, que és qui s'encarrega de manera directa d'afavorir la capacitat de migració de la cèl·lula.
En el càncer de còlon, la senyalització de p61-SEMA3E/PLXDN-D1 promou el comportament invasiu i metastàtic de les cèl·lules canceroses i en les cèl·lules de càncer d'ovari indueix la transició EMT i, per tant, promou el desenvolupament del tumor en facilitar la migració. A més, la plexina-D1 actua com a diana transcripcional en el càncer de pròstata.

#### Supressor tumoral
D'altra banda, però, se sap que la plexina-D1 actua com a mecanisme antitumoral quan la molècula SEMA3E es troba absent. La plexina s'alia amb el receptor del nucli NR4A1 i, juntament, afavoreixen l'apoptosi cel·lular. Per tant, es pot descriure la plexina-D1 com l'unica proteïna plexina que pot actuar com a receptor de dependència: amb la presència del seu lligand impossibilita la mort de cèl·lules tumorals, mentre que durant l'absència d'aquest lligand, participa en la supressió de tumors. A més, quan la SEMA3E s'adscriu a la plexina, aquesta no només col·labora en la promoció de tumors sinó que alhora inhibeix la unió amb NR4A1, segurament per possibles canvis estructurals o per la conformació que adquireix en forma d'oligòmer.
Aquests fets suggereixen que les cèl·lules canceroses necessiten la senyalització mediada per el conjunt SEMA3E/PLXND1 per a la seva supervivència. Per aquesta raó, la plexina-D1 pot ser en un possible futur un biorastrejador o biomolècula de senyalització per a detectar el càncer en les etapes primerenques.

### Malalties relacionades amb l’aparell circulatori
Les malalties relacionades amb la proteïna PLXND1 estan relacionades amb mutacions al gen que la codifica.
Alguns dels estudis duts a terme han demostrat el paper essencial de la plexina-D1 i els seus lligands SEMA corresponents en el desenvolupament del cor dels animals, però hi ha poca informació sobre els mecanismes d'actuació i el seu paper en patologies cardíaques d'éssers humans.
A més, el gen té una alta implicació en cardiopaties congènites. Les mutacions en aquest gen poden comportar malalties cardiovasculars greus, com per exemple defectes congènits al cor (síndrome de Moebius, tronc arterial, síndrome de Charge) i altres problemes patològics com esclerosi sistèmica.

#### Arterioesclerosi
Durant la primera etapa de l'arterioesclerosi, una disminució de la senyalització del conjunt SEMA3E-PLXND1 afavoreix la hiperplàsia neointimal. En canvi, durant l'última etapa aquest conjunt inhibeix la migració direccional de macròfags.

#### Síndrome de CHARGE
El síndrome de CHARGE es caracteritza per anomalies congènites que afecten una gran varietat de teixits. Conseqüentment, poden provocar:
- Coloboma de l'ull
- Problemes cardíacs
- Atrèsia coanal
- retard en el creixement
- Anomalies del sistema nerviós central
- Anomalies dels nervis cranials
- Anomalies dels genitals
- Anomalies del sistema urinari
- Anomalies de l'oïda (sordesa)

Aplicacions terapèutiques per a malalties vasculars
S’ha identificat un paper significatiu de la plexina-D1 en una mutació estranya (Arg1299Cys) del gen PLXND1, desenvolupant una cardiopatia coronària en afeccions isquèmiques i en angiogènesis patològiques.
No obstant, aquesta podria ser utilitzada per tractar les isquèmies mitjançant la inhibició de la unió de la proteïna amb el seu lligand canònic. Cal esmentar també que desenvolupa un paper essencial en la formació del OFT cardíac, en la trabeculació del miocardi i activa les funcions endotelials necessàries per a una correcta cariogènesi.
D'altra banda, però, s’ha investigat molt poc sobre la mutació que ocasiona la cardiopatia coronària.

## Altres aplicacions terapèutiques
Pel que fa a les aplicacions terapèutiques de la proteïna plexina-D1 cal destacar tres camps on s’està desenvolupant una continua recerca sobre els efectes terapèutics que aquesta podria tenir, dos dels quals ja han estat esmentats abans (aplicacions en cardiologia i oncologia).
No obstant, en menor mesura s'estan estudiant els efectes que té la proteïna a les integrines de les cèl·lules epitelials, ja que en unir-se al seu receptor canònic inhibeix la funció que aquestes tenen i efectua un dany a sobre del teixit afectat.